# Conselho das Associações de Futebol da África Oriental e Central
O Conselho das Associações de Futebol da África Oriental e Central (em francês: Conseil des Associations de Football d'Afrique de l'Est et Centrale), oficialmente abreviado como CECAFA, é uma associação de federações de futebol de países do Leste e do Centro da África. É filiado à Confederação Africana de Futebol e organiza anualmente a Copa CECAFA, disputada entre seus membros. Também organiza a Copa Interclubes da CECAFA.

## Membros
Um total de 12 associações nacionais de futebol pertencem à CECAFA. Todas são membros da FIFA, com exceção de Zanzibar.
| País         | Associação Nacional                                    | Seleção |
| ------------ | ------------------------------------------------------ | ------- |
| Burundi      | Fédération de Football de Burundi (FFB)                | M, F    |
| Djibuti      | Fédération Djiboutienne de Football (FDF)              | M, F    |
| Eritreia     | Eritrean National Football Federation (ENFF)           | M, F    |
| Etiópia      | Ethiopian Football Federation (EFF)                    | M, F    |
| Quênia       | Kenya Football Federation (KFF)                        | M, F    |
| Ruanda       | Fédération Rwandaise de Football Association (FERWAFA) | M, F    |
| Somália      | Somali Football Federation (SFF)                       | M, F    |
| Sudão        | Sudan Football Association (SFA)                       | M, F    |
| Sudão do Sul | South Sudan Football Association (SSFA)                | M, F    |
| Tanzânia     | Tanzania Football Federation (TFF)                     | M, F    |
| Uganda       | Federation of Uganda Football Associations (FUFA)      | M, F    |
| Zanzibar     | Zanzibar Football Association (ZFA)                    | M, F    |